# Sénat (Togo)
Pour les articles homonymes, voir Sénat (homonymie).
Pour les autres articles nationaux ou selon les autres juridictions, voir Sénat.
Ire législature de la Ve République
Palais des Congrès
Le Sénat est la chambre haute du Parlement du Togo depuis la révision constitutionnelle de 2002. Sa mise en place intervient vingt-deux ans plus tard avec les premières élections sénatoriales, le 15 février 2025.
Il est composé de 61 membres — appelés « sénateurs » — élus pour un mandat de six ans, dont 41 au suffrage universel indirect par les conseillers régionaux et locaux, tandis que les 20 derniers sont nommés par le président du Conseil.

## Histoire
Depuis son indépendance en 1960, les Constitutions successifs — de 1960, 1963, 1979 et 1992 — ont dotées le Togo d'un parlement monocaméral. La création d'une chambre haute dans le pays est opéré sous la présidence de Gnassingbé Eyadéma, par une révision de la Constitution de 1992, entrée en vigueur le 31 décembre 2002, qui marque le passage du pays d'un régime semi-présidentiel à présidentiel. Cette révision vise principalement à permettre à Gnassingbé Eyadéma de se représenter à la présidence de la République pour un nombre de mandat illimité. Elle voit aussi une innovation majeure avec l'établissement d'un parlement de forme bicamérale composé de l'Assemblée nationale qui devient la chambre basse et le Sénat, sa chambre haute,.
La mise en place du Sénat n'est cependant jamais effectué malgré l'adoption de la loi organique de 2003 fixant sa composition. Sa suppression est même envisagée un temps. Cependant, il voit son existence maintenu par la révision constitutionnelle de 2019 qui permet à Faure Gnassingbé, fils et  successeur de Gnassingbé Eyadéma, de se représenter à la présidence. En mars 2024, l'adoption d'une nouvelle Constitution fait passer le pays de la Quatrième à la Cinquième République avec la mise en place d'un régime parlementaire au Togo. Le Sénat voit de nouveau son existence confirmé et le passage au parlementarisme dans le pays le voit désormais participer à l'élection du président de la République au scrutin indirect avec l'Assemblée nationale.

## Rôle
Le Sénat est une institution de la Ve République et forme, avec l'Assemblée nationale, le Parlement du Togo. Selon la Constitution de 2024, il exerce le pouvoir législatif à titre subsidiaire qui est détenu principalement par l'Assemblée nationale.

### Discussion et vote de loi
Les sénateurs disposent avec les députés et le président du Conseil des ministres de l'initiative des lois. Cependant les propositions de loi du Sénat sont transmis sans débat à l'Assemblée nationale qui les examine en priorité.

### Autres prérogatives
Il participe, avec l'Assemblée nationale réunie en congrès, à l'élection du président de la République au scrutin indirect pour un mandat de quatre ans.

## Système électoral
Le Sénat est composé de 61 sénateurs renouvelés tous les six ans, dont 41 élus au scrutin indirect par les élus régionaux et municipaux et les 20 restant nommé par le président du Conseil des ministres. Enfin, les anciens présidents de la République et les anciens présidents du Conseil deviennent sénateurs de droit à vie, sauf en cas de renonciation. Cependant, ils ne peuvent pas faire partie du bureau du Sénat. Les membres élus le sont au scrutin uninominal majoritaire à un tour dans les 39 circonscriptions correspondant aux préfectures du pays. Chaque circonscription élit un sénateur, à l'exception des préfecture du Golfe et d'Agoè-Nyivé, qui en élisent deux chacune. Pour être éligible à la fonction de sénateur, il est nécessaire d'être de nationalité togolaise, d'avoir au moins 35 ans, de jouir de ses droits civils et politiques, et de résider dans le pays depuis au moins six mois avant la date de l'élection.
Pour les premières élections sénatoriales en février 2025, la nomination des vingt membres est exceptionnellement faite par le président de la République, dans le cadre des dispositions transitoires au passage à la Ve République.

### Autres références
1. ↑   Togo. « Constitution du 14 octobre 1992 ». (version en vigueur : 31 décembre 2002).
2. ↑  « Togo : Les modifications de la Constitution du 14 octobre 1992 et leurs enjeux » [PDF], sur synergietogo.com, Paris, Synergie Togo, 4 avril 2018 (consulté le 10 mars 2025).
3. ↑  Union interparlementaire, « Togo Sénat : À propos du parlement », sur data.ipu.org (consulté le 19 février 2025).
4. 1 2  « Journal officiel », sur jo.gouv.tg, 3 décembre 2024 (consulté le 25 février 2025).